# Матіас Корман
Матіас Губерт Пол Корманн (/məˈtiːəs ˈkɔːrmən/; німецька: [maˈtiːas ˈkɔʁman]; нар. 20 вересня 1970) — австралійський політик і дипломат бельгійського походження, який обіймає посаду Генерального секретаря Організації економічного співробітництва та розвитку (ОЕСР) з 1 червня 2021 року.
Корманн був міністром фінансів Австралії з 2013 по 2020 рік та сенатором від Західної Австралії від Ліберальної партії з 2007 по 2020 рік. Його перебування на посаді міністра фінансів тривалістю понад сім років було найдовшим в історії Австралії, охоплюючи уряди Ебботта, Тернбулла та Моррісона. 20 грудня 2017 року прем'єр-міністр Малкольм Тернбулл призначив Корманна лідером уряду в Сенаті. Він також обіймав посаду спеціального державного міністра з 2015 по 2016 рік, з 2017 по 2018 рік та з 2019 по 2020 рік, а також міністра державної служби з 2018 по 2019 рік. Він також обіймав посаду спеціального державного міністра з 2015 по 2016 рік, з 2017 по 2018 рік та з 2019 по 2020 рік, а також міністра державної служби з 2018 по 2019 рік. Як лідер уряду в Сенаті, Корманн також був віцепрезидентом Виконавчої ради.
Корманн пішов з політики в жовтні 2020 року, щоб бути висунутим прем'єр-міністром Скоттом Моррісоном кандидатом від Австралії на посаду Генерального секретаря ОЕСР. 12 березня 2021 року його обрали наступним Генеральним секретарем ОЕСР за підтримки більшості держав-членів ОЕСР. Він перший австралієць, обраний на цю посаду.

## Інтернет-ресурси
- OECD official biography
- Mathias Cormann's personal website
- Cormann, Mathias (15 серпня 2007). First speech. Hansard: Australian Senate. Parliament of Australia.
- Kitney, Geoff (2 травня 2014). Mathias Cormann: A tale of two lives. WA Today. originally published in the Australian Financial Review.
- Summary of Mathias Cormann's Australian parliamentary voting record